# It Damshûs
It Damshûs is een openluchtmuseum in het Friese Nij Beets.
Het museum beoogt de bezoeker te laten zien wat de werkzaamheden tijdens de turfwinning waren en vooral hoe de omstandigheden waren waarin de turfgravers in die periode, 1863-1920, leefden en werkten. Op het museumterrein van twee hectare zijn daarvoor verschillende gebouwen (her)gebouwd en ook de Tjasker Nij Beets bevindt zich op dit terrein.

## Oorsprong
In 1958 werd het laatste stenen veenarbeiderswoninkje in Nij Beets uit die periode, met subsidie en vrijwilligerswerk van de dorpsbewoners, steen voor steen afgebroken en op de huidige plaats weer opgebouwd en ingericht met geschonken goederen, voorwerpen en gereedschappen uit genoemde periode. De naam van het huisje, en later het museum, is afgeleid van de laatste bewoner, de heer H.G. Dam. Later werden nog vijf eenvoudiger veenarbeidershuisjes gereconstrueerd evenals een bezoekerscentrum dat in de komende jaren dienst zal gaan doen als filmzaal.
Op het terrein zijn in 2000 vier landschapselementen aangelegd, die een beeld geven van de ontwikkeling van het landschap door de vervening: moeras, verveningslandschap, petgatenlandschap en agrarische polder.
In 2003 werd het 'Houten Himeltsje', het kerkje van Nij Beets, op het terrein van het openluchtmuseum gereconstrueerd. In 2006 kwam er een aanvulling met de woning van de veenbaas bij die tegelijk als winkel en café dienstdeed. Het openluchtmuseum bevat tevens een werfje, veengebouwtjes en molens.
In 2013 werd de ingang van het museum verplaatst, een parkeerterrein aangelegd en een nieuw entreegebouw gebouwd.